# Lässigherd
Lässigherd ist ein Ortsteil von Heidersdorf im sächsischen Erzgebirgskreis.

## Lage
Die Streusiedlung in Hanglage liegt im Tal der Flöha auf rund 518 m zwischen Heidersdorf im Nordwesten und Seiffen/Erzgeb. im Südosten. Die Ortslage selbst ist erreichbar über die Straße von Niederseiffenbach, einem Ortsteil Heidersdorfs, nach Neuhausen/Erzgeb. Nächster Ort südöstlich ist die Ortslage Steinhübel von Seiffen, die aber nicht direkt über Straßen erreichbar ist.

## Geschichte

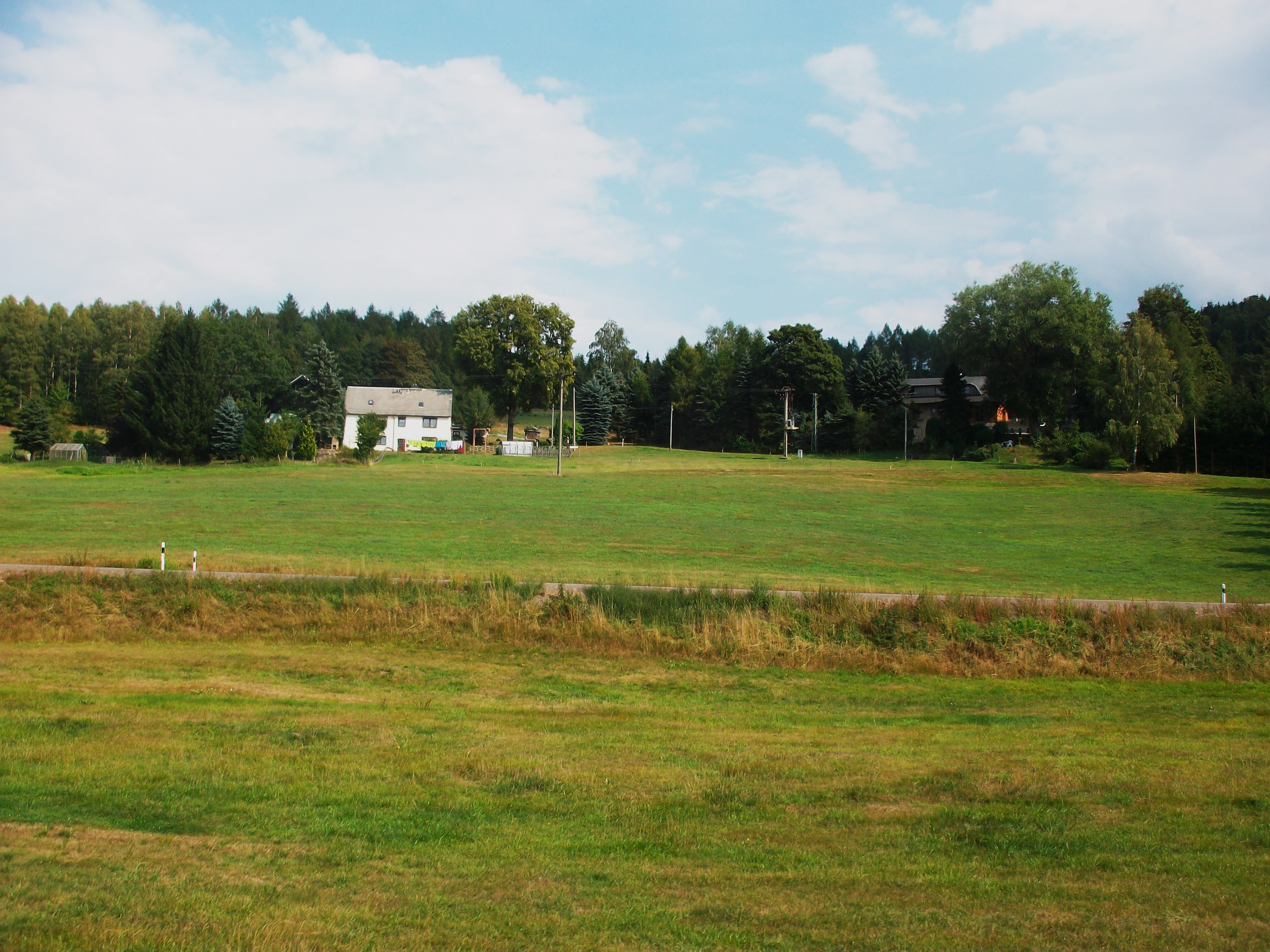
Blick auf Lässigherd von der Bahnstrecke Pockau-Lengefeld–Neuhausen aus

Lässigherd ist erstmals 1708 im Bergamtsbuch zum Purschenstein aufgeführt, in dem die Grube St. Johanne in Leßing gehau erwähnt wurde. Spätere Nennungen sind beym Leßig Heerd (1714), am Leesig Heerd (1780), Läßigheerd, vulgo Läßcherd (1820) und Lässigheerd (1875). Als Ortsteil von Niederseiffenbach gehörte die Siedlung zum Amt und zur Amtshauptmannschaft Freiberg sowie ab 1952 zum (Land-)Kreis Marienberg und 1994 dem Mittleren Erzgebirgskreis, bis dieser 2008 im heutigen Kreis aufging.
Mit der Auflösung und Teilung der Landgemeinde Niederseiffenbach wurde Lässigherd 1939 Heidersdorf zugeschlagen, zu dem es bis heute gehört.

## Belege
1. ↑  Lässigherd – HOV | ISGV. Abgerufen am 5. April 2024.